# 托纳蒂乌

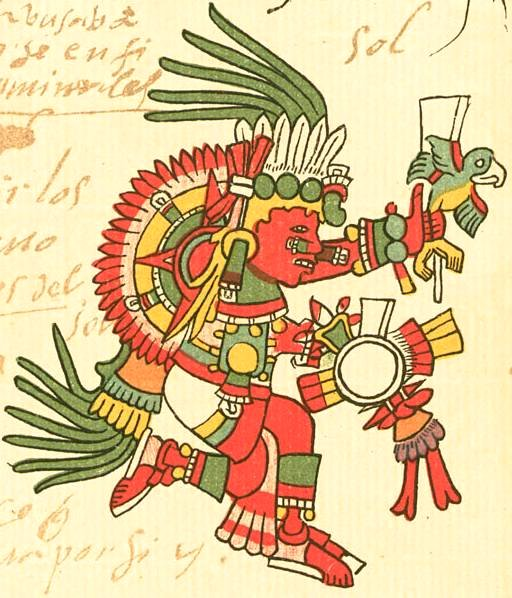
泰利耶-蘭斯手抄本（Codex Telleriano-Remensis）上繪畫的托納蒂乌（16世紀）

托納蒂乌（Tonatiuh，或作Ollin Tonatiuh）是阿茲特克的太陽神，其名字的意思為「日之運行」。阿茲特克人認為他是天堂托蘭（Tollan）之主。由於阿茲特克人相信他取代第四個太陽紀元中的太陽神，成為第五個紀元的個太陽神。根據他們的宇宙觀，每一個太陽紀都有一個的太陽，而阿茲特克人認為他們仍然身處於托納蒂乌的太陽紀。

## 阿茲特克神話中的托納蒂乌
眾神在特奧蒂瓦坎創造第五太陽時，納納瓦特辛（Nanahuatzin）與特庫西斯特卡特爾（Tecuciztecatl）自願跳入篝火，爭逐成為第五紀元的太陽，後來特庫西斯特卡特爾抵受不了烈火，相反，納納瓦特辛則堅持到底，最後納納瓦特辛成為太陽，而特庫西斯特卡特爾則成了月亮，而納納瓦特辛由一個滿身潰傷的神祇變成強大的太陽神托納蒂乌；不過，托納蒂乌成為太陽以後，竟向諸神索命，諸神於是獻出心臟。阿茲特克人因此認為要藉由活人獻祭，以確保太陽會繼續運行。
根據阿茲特克的創世神話，托納蒂乌要求阿茲特克人以活人向他獻祭，否則他拒絕於天上運行。有說每年有20,000人因托納蒂乌與其他神祇而犧牲，儘管有人認為這個數字是阿茲特克人用來唬嚇敵人或遭西班牙人惡意中傷而被誇大的。阿茲特克人深受太陽吸引，並創立太陽曆，準確度僅次於馬雅人的太陽曆。現今保留下來的阿茲特克遺址亦與太陽有密切關係。
阿茲特克的活人獻祭是非常普遍的，他們把活人的心臟和鮮血奉獻給托納蒂乌，而托納蒂乌則憑藉他的熱力和人類奉獻給他的鮮血，賜予戰士力量和勇氣。在阿茲特克的神話中，托納蒂乌每晚會與黑暗戰鬥，他會被大地妖怪特拉爾特奎特利吞下，而他們接納在戰鬥中被殺的戰士，護送他們上天堂。

## 阿茲特克曆法中的托納蒂乌
在阿茲特克曆法法中，托納蒂乌是「13天週期」（trecena）中「第一天（死亡）至第十三天（火石）」之主宰。在托納蒂乌之前神祇的是查尔奇乌特里奎，而緊隨托納蒂乌的則是特拉洛克。